# التغييرات الإقليمية لجمهورية الصين الشعبية

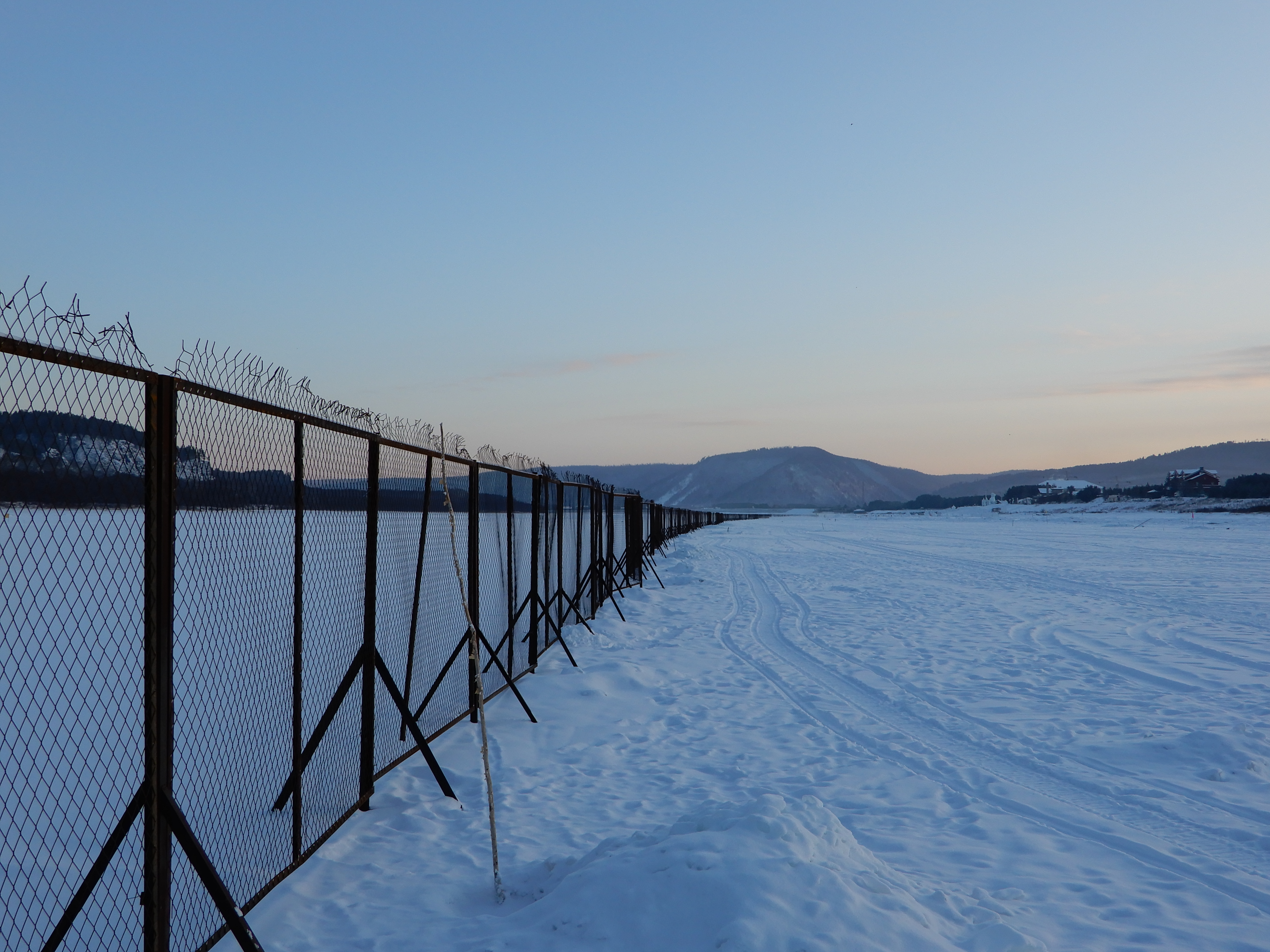
التغييرات الإقليمية لجمهورية الصين: موقع أقصى نقطة شمالية وتأثيراتها على الحدود مع روسيا

تم تعديل أراضي جمهورية الصين الشعبية بشكل متكرر منذ تكوينها في 1 أكتوبر 1949.
كان إجمالي الأراضي (أو الواقعة تحت السيطرة) لجمهورية الصين الشعبية حتى عام 1986، 10.45 مليون كيلومتر2، بما في ذلك:
- البر الرئيسي القاري: ~ 9.60 مليون كيلومتر2
- الجزر والشعاب المرجانية: ~ 75400 كم2
- الشواطئ الساحلية والأراضي الضحلة: ~ 12700 كم2
- البحر الداخلي (بحر بوهاي بشكل رئيسي): ~ 693000 كم2
- المياه الإقليمية (البحر فقط): ~ 220.000 كم2

خلال التسعينيات والعقد الأول من القرن الحادي والعشرين نادرًا ما يتم الإعلان أو النشر الرسمي عن الحجم والقيمة الرسمية لأراضي الصين.
لا تعترف حكومة جمهورية الصين في تايوان بالتغييرات الإقليمية التي أجرتها جمهورية الصين الشعبية على دستور جمهورية الصين لعام 1947 (رغم تعديله في عام 1991 ليشمل المنطقة الحرة لجمهورية الصين).

## قائمة ترتيب زمني

### 1949–1959
- 1 أكتوبر 1949، أعلن ماو تسي تونغ (حكم من عام 1949 حتى عام 1976) جمهورية الصين الشعبية في تيانانمين في بكين.
- 13 أكتوبر 1949، ضمت جمهورية الصين الشعبية سنجان.
- 1 مايو 1950، سيطر جيش التحرير الشعبي الصيني على جزيرة هاينان بالكامل.[2]
- في 19 مايو 1950، تم وضع أكبر أرخبيل في الصين - زهوشان، تحت السيطرة الكاملة لجيش التحرير الشعبي.[3]
- في 23 مايو 1951، طالبت جمهورية الصين الشعبية بمنطقة التبت ذاتية الحكم.
- في 3 سبتمبر 1954، ضمت جمهورية الصين الشعبية في جزر ييجيانغشان وجزر داتشن من جمهورية الصين خلال أولى أزمات مضيق تايوان (معركة ييجيانغشان) حتى عندما كان الأسطول السابع الأمريكي بدوريات في مكان قريب.[4]

### 1960–1969
- في 21 نوفمبر 1962، حققت الصين النصر العسكري في الحرب الصينية الهندية لكنها انسحبت إلى حدود ما قبل الحرب. منذ ذلك الحين، تحتفظ الهند بالسيطرة على منطقة وكالة الحدود الشمالية الشرقية مثل أروناجل برديش؛ تسيطر الصين على مناطق أكساي تشين (حوالي 30.000 / 33444/37555 كم2) وعبر كاراكورام المسالك (5181/5180 كم2).[بحاجة لمصدر] انظر المقال: الحرب الصينية الهندية.
- في عام 1969، وبعد الصراع الحدودي بين الصين والاتحاد السوفيتي، سيطر الاتحاد السوفيتي على جزيرة زينباو (انظر المقال: الصراع الحدودي الصيني السوفيتي). (علامة إضافية: مُنحت السيطرة على جزيرة زينباو في وقت لاحق للصين في العقد الأول من الألفية الثالثة، انظر المقال: اتفاقية الحدود الصينية الروسية 1991).

### 1970–1979
- في 25 أكتوبر 1971، حلت جمهورية الصين الشعبية محل جمهورية الصين (في تايوان) في مقعد الأمم المتحدة الذي يمثل الصين. تدعي جمهورية الصين الشعبية أن تايوان مقاطعة خاصة بها، مع أنها لم تسيطر عليها مطلقًا. انظر المقالات: الصين والأمم المتحدة، والوضع السياسي لتايوان.
- في 19 يناير 1974، بعد معركة جزر باراسيل، سيطرت الصين على جزر باراسيل والمياه المحيطة بها. انظر المقال: معركة جزر باراسيل.

### 1980–1989
- في 14 مارس 1988، بعد مناوشة جونسون الجنوبية للشعاب المرجانية، بدأت الصين تسيطر على العديد من الشعاب المرجانية في بحر الصين الجنوبي: فايري كروس ريف، وكوارترون ريف، وهيو ريف / هيوز ريف، ونانكسون جياو / نانكسون ريف، وسوبي ريف، وتشينوا جياو / تشينوا ريف، والمياه المحيطة. انظر مقالة مناوشة جونسون الجنوبية للشعاب المرجانية.

### 1990–1999
- عام 1991، بعد اتفاقية الحدود الصينية الروسية عام 1991، تم نقل أجزاء كثيرة من الأراضي والجزر على طول الحدود بين الصين وروسيا إلى الصين. انظر المقال: اتفاقية الحدود الصينية الروسية 1991.
- في 1 يوليو 1997، عادت هونغ كونغ، المؤجرة للبريطانيين لمدة 99 عامًا، (1,104 كم2) إلى السيطرة الصينية. انظر مقالة نقل سيادة هونغ كونغ.
- 1998 وحتى 1999، تم إصلاح الحدود بين الصين وروسيا وكوريا الشمالية.
- في 20 ديسمبر 1999، ماكاو (29.2.2 كم2) إلى الصين. انظر المقال: نقل سيادة ماكاو.

### 2000–2009
- في 14 أكتوبر 2004 وحتى 2 يونيو 2005، تم التوقيع على معاهدة إنشاء الحدود الشرقية بين الصين وروسيا من قبل الصين وروسيا. يقال إن الصين «استعادت 337 كم2» من الأراضي. انظر المقال الروسي : Демаркация российско-китайской границы (2005)؛ المقال الصيني : 中华人民共和国 和 俄罗斯 联邦 关于 中俄 国界 东段 的 补充 协定.
- من سبتمبر 2008 وحتى 2009، تم مسح الحدود بين الصين وطاجيكستان. يقال إن الصين «استعادت أكثر من 1000 كيلومتر2».[5]
- في 31 ديسمبر 2008، تم تحديد الخط الحدودي بين الصين وفيتنام، لكن لم يتم نشر معلومات مفصلة بعد.[6]
- عام 2009، ستكون الأرض الاصطناعية (البر الرئيسي للصين فقط) التي بنتها الأمة 150 كم2.[7]

### 2010–2019
- في 12 يناير 2011، صادق برلمان طاجيكستان على صفقة تتنازل عن حوالي 1000 كيلومتر مربع للصين، بينما تتخلى الصين عن جميع المطالبات الإقليمية الأخرى في طاجيكستان.[8][9]
- عام 2012، بعد مواجهة سكاربورو شول، سيطرت الصين على بعض أجزاء من سكاربورو شول في بحر الصين الجنوبي، لكن المطالبات لا تزال مستمرة.[10]